# Греј (Тенеси)
Греј (енгл. Gray) насељено је место без административног статуса у америчкој савезној држави Тенеси.

## Демографија
По попису из 2010. године број становника је 1.222, што је 51 (-4,0%) становника мање него 2000. године.
| Група             | 2000.         | 2010.         |
| Белци             | 1.248 (98,0%) | 1.168 (95,6%) |
| Афроамериканци    | 7 (0,5%)      | 9 (0,7%)      |
| Азијати           | 4 (0,3%)      | 3 (0,2%)      |
| Хиспаноамериканци | 8 (0,6%)      | 24 (2,0%)     |
| Укупно            | 1.273         | 1.222         |